# ماعز الحجاز
ماعز الحجاز، نوع من الماعز في المملكة العربية السعودية يوجد بالمنطقة الغربية ونجد، ويمتاز بالارتفاع الكبير، وبتعدد المواليد التي تصل إلى 4 في البطن الواحدة وكذلك بوفرة الحليب.

## وصلات الصور الخارجية
- جفره.
- تيس صغير جفر.
- سلالة مهجنة من عدة أنواع يميزها طول الأذن فقد تصل 60 سم.